# ムガル絵画
ムガル絵画（ムガルかいが）は、インドにおける絵画の様式であり、起源をペルシャのミニアチュール（細密画）に持つ絵画のことである。ムガル帝国（16世紀-19世紀）の時代に描かれた絵画であり、ペルシャのミニアチュールを起源としながらもヒンドゥー文化の要素を取り入れ、独自の発展を遂げていった。
ムガル絵画の特徴は、肖像画、宮廷生活の出来事、風景、野生生物、狩猟の風景、戦闘風景など様々なものが題材として用いられた。ロンドンにあるヴィクトリア&アルバート美術館は、ムガル絵画を多く所蔵している美術館として知られている。

## 起源
第2代皇帝フマーユーン（在位1530年-1540年・1555年-1556年）は、一時期、サファヴィー朝のタフマースプ1世の宮廷に身を寄せていたことがあり、その折に、フマーユーンは、イランにおけるミニアチュールに触れることとなった。フマーユーンはインドに戻る際に、サイイド・アリーとアブドゥルサマドという2人の絵師を連れ帰った。
彼らの作品は後に、インドに伝わる絵画文化を吸収し、ムガル絵画と呼ばれる従来のペルシャ式の絵画とは明確な違いを持つ絵画へと成長していった。「オウムのしっぽ」という意味を持つTutinama（クリーブランド美術館蔵）と名づけられた絵画は、最初期のムガル絵画であり、フマーユーンの子供・アクバルの時代に描かれた。

## 発展
ムガル絵画は、アクバル、ジャハーンギール、シャー・ジャハーンの時代が最も充実していた。
アクバルの時代（在位1556年-1605年）は、北インドの統一がほぼ完成し、様々な行政制度が完備した時代であった。また、この時代より文化的繁栄も享受する。アクバルの時代のムガル絵画は、数百人の絵師がヒンドゥーの叙事詩である『ラーマーヤナ』や『マハーバーラタ』を題材としたもの、動物、個人の肖像画など多くの絵が描かれた時代であった。この時代にムガル絵画は洗練されていき、絵画におけるリアリズムと自然主義を追求していく性格を帯びるようになった。
続くジャハーンギールの時代（在位1605年-1627年）においても、ムガル絵画は充実していった。絵筆の使い方はより洗練されたものとなり、色彩もより明るいものとなっていった。ジャハーンギールが絵師に積極的に描くように勧めたのが、ジャハーンギールの自叙伝、あるいは肖像画、鳥類、花々、動物といった自然研究の対象となるものであった。シャー・ジャハーンの時代（在位1628年-1658年）もまたムガル絵画は発展していったが、一方で絵画は徐々に形式主義へと転落していった。

## 衰退

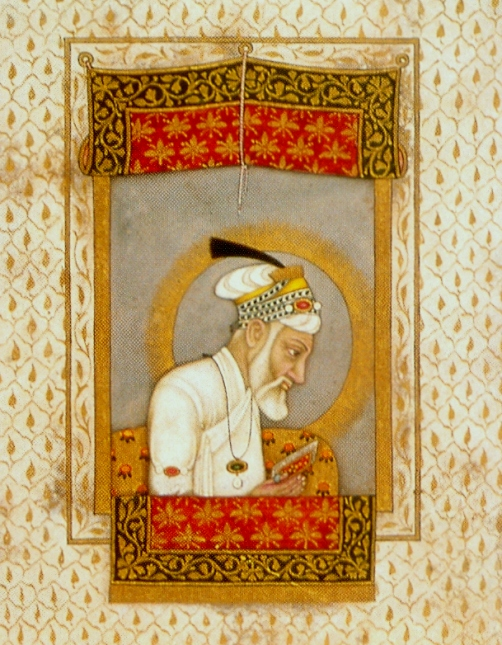
クルアーンを読むアウラングゼーブ

アウラングゼーブ（在位1658年-1707年）は絵画の振興にあまり関心を示すことがなかったため、ムガル絵画は徐々に衰退していった。しかし、まったく絵画が描かれなくなったわけではなく、再興の動きは、ムハンマド・シャー（在位1719年-1748年）からシャー・アーラム2世（在位1759年-1806年）が統治していた時代に起こった。
一方で、ムガル絵画の潮流を受け継いだほかの地域の絵画が発展していったことも見逃せない。ラージプートでは、ラージプート絵画と呼ばれる独自の発展を遂げていき、イギリス東インド会社が統治していた都市では、カンパニー・スタイル（en:Company style）と呼ばれる西洋の影響を受けた絵画も登場した。